# Balthasar Braunsberger
Balthasar Braunsberger (* 1561 in Postnicken im Samland; † 8. September 1614 in Königsberg (Preußen)) war ein deutscher Rechtswissenschaftler.

## Leben
Der Sohn eines Dorfschultzen hatte sich am 16. Februar 1574 an der Universität Königsberg immatrikuliert und seine Studien an der Universität Jena sechs Jahre lang fortgesetzt, wo er unter Nikolaus von Reusner noch disputiert hatte. 1593 absolvierte er eine Gelehrtenreise, die ihn nach Italien führte. Im September 1554 gelangte er an die Universität Basel, wo er am 21. September 1594 seine Promotionsdissertation Disputatio iuris controversi hielt und am 30. September desselben Jahres zum Doktor der Rechtswissenschaften promoviert wurde.
Im Februar 1595 kehrte er nach Königsberg zurück, wo man ihm die niedrigste ordentliche Professur an der Universität Königsberg übertrug. 1598 berief man ihn als Assessor und Substitut des Offizials am samländischen Konsistorium. Nachdem er 1610 zum Hofgerichtsrat berufen worden war, legte er seine Professur nieder. Er hatte sich auch an den organisatorischen Aufgaben der Königsberger Hochschule beteiligt und war in den Sommersemestern 1596, 1600, 1603 sowie 1606 Rektor der Alma Mater.
Er war seit 1595 mit Esther, Tochter des herzoglichen Kammermeisters und Erbherr auf Seepothen Johann Geisendörfer (1552–1607) und dessen Frau Ester Mark (* 24. Oktober 1554; † 20. Oktober 1606), verheiratet.

## Werke
- Disp. De probationibus in genere
- Disp. de successione ab intestato
- Disp. de emtione ac venditione.

## Weblink
- Werke im Münchener Digitalisierungszentrum

| Personendaten    | Personendaten                   |
| ---------------- | ------------------------------- |
| NAME             | Braunsberger, Balthasar         |
| KURZBESCHREIBUNG | deutscher Rechtswissenschaftler |
| GEBURTSDATUM     | 1561                            |
| GEBURTSORT       | Postnicken, Landkreis Samland   |
| STERBEDATUM      | 8. September 1614               |
| STERBEORT        | Königsberg (Preußen)            |